# Dejan Majstorović
Dejan Majstorović (Stari Banovci, 22 de abril de 1988) é um jogador sérvio de basquete profissional.
Ele conquistou a medalha de bronze nos Jogos Olímpicos de Verão de 2020 na disputa 3x3 masculino com a equipe da Sérvia, ao lado de Dušan Domović Bulut, Aleksandar Ratkov e Mihailo Vasić.